# Carmen Baby
Carmen Baby (Carmen, Baby) è un film erotico del 1967 diretto da Radley Metzger, basato sul racconto Carmen di Prosper Mérimée (che ispirò anche la celebre opera lirica Carmen di Georges Bizet).

## Trama
Carmen, una donna disinibita, tenta un agente di polizia locale in un intreccio romantico con conseguenze spiacevoli.

## Controversie legali
Nella causa Rabe v. Washington, 405 U.S. 313 (1972), la Corte suprema degli Stati Uniti stabilì che il direttore di un drive-in non poteva essere accusato di oltraggio al pudore per aver autorizzato la proiezione di una pellicola non del tutto dichiarata "oscena", ma solo in parte, non infrangendo così nessuna legge federale.